# Alexander Aubert
Alexander Aubert FRS FSA, (1730–1805), est un astronome amateur et homme d'affaires anglais.

## Biographie
Il est né à Austin Friars, Londres, le 11 mai 1730. L'apparition de la Grande Comète de 1744 lui donne, alors écolier à Genève, une attirance pour l'astronomie ; mais il se prépare avec diligence à une carrière commerciale dans les comptoirs de Genève, Livourne et Gênes, et visite Rome l'année du jubilé (1750). De retour à Londres en 1751, il devient l'année suivante associé de son père. En 1753, il devient administrateur et, quelques années plus tard, gouverneur de la London Assurance Company. Il est élu membre de la Royal Society en 1772 et de la Society of Antiquaries en 1784.
En 1793, il reçoit un diplôme d'admission à l'Académie des sciences de Saint-Pétersbourg. Il observe le Transit de Vénus du 3 juin 1769 à Austin Friars  et celui de Mercure, le 4 mai 1786  à un observatoire qu'il a construit à Loampit Hill, près de Deptford, et équipé des meilleurs instruments par Short, Bird, Ramsden et Dollond. Hormis celui du comte Brühl, c'est à cette époque le seul établissement privé bien équipé du genre en Angleterre. En 1788, il achète Highbury House, Islington, pour 6 000 guinées, et érige sur le terrain, avec l'aide de son ami John Smeaton, le célèbre ingénieur, un nouvel observatoire sur ses propres plans améliorés.
Ses connaissances en mécanique lui valent d'être nommé président des administrateurs pour l'achèvement de Ramsgate Harbor, et son énergie contribue matériellement au succès ultime des conceptions de Smeaton. En 1792, Aubert dirige une société pour la répression de la sédition et, en 1797, il est nommé lieutenant-colonel des «Loyal Islington Volunteers». Alors qu'il séjourne dans la maison de M. John Lloyd, de Wygfair, St Asaph, il est frappé d'apoplexie, et meurt le 19 octobre 1805, à l'âge de 75 ans, très estimé à la fois dans les milieux scientifiques et commerciaux, et très populaire. Sa précieuse bibliothèque astronomique et ses instruments sont vendus et dispersés après sa mort. Parmi ces derniers se trouvent un achromatique Dollond de 46 pouces, une ouverture de 3¾ pouces, et le seul réflecteur Cassegrain construit par Short, de 24 pouces de mise au point et 6 ouvertures, connu parmi les opticiens sous le nom de "Short's Dumpy". Les deux ont été fabriqués à l'origine pour Topham Beauclerk.

## Œuvres
Deux petits articles d'Aubert parurent dans les Philosophical Transactions of the Royal Society :